# Šifriranje z uporabo knjige
Šifriranje z uporabo knjige je ena od metod šifriranja sporočil. Uporabljala se je še med 2. svetovno vojno. Spada med poligrafske metode šifriranja, pri katerih se ista črka zamenja z različnimi znaki (praviloma  črkami ali številkami).
Pošiljatelj in prejemnik sporočila morata posedovati popolnoma enako knjigo.  Dogovorjena morata biti še za začetno stran knjige. Ta stran se lahko spreminja po posebnem ključu.
Šifriranje sporočila poteka tako, da pošiljatelj prešteje, na katerem mestu na izbrani strani se prvič pojavi prva črka sporočila. Ta številka je šifra te črke. Od tu dalje išče naslednjo črko sporočila, in tako naprej do konca odprtega teksta.  Pri šifriranju se šteje in šifrira tudi presledke in ločila. Ker dobijo posamezne črke vedno drugačne številčne šifre, je brez poznavanja knjige, ki je osnova za šifriranje, praktično nemogoče zlomiti šifro. Pomanjkljivost metode je v tem, da je, če se pošiljatelj zmoti v štetju črk, praktično nemogoče dešifrirati sporočilo.

## Primer
Tekst za šifriranje:
Živčne bojne strupe so nemški znanstveniki odkrili pri poskusih razvoja_bolj učinkovitih pesticidov. Po kemični sestavi spadajo med organofosforne spojine in po strupenosti prekašajo vse sintetične bojne strupe, bolj strupeni od njih so le nekateri naravni strupi (nap. ricin, toksin botulinusa ...).
Odprti in skriti tekst
```
J   A    N    E   Z        N    O   V   A   K
10  23   01   04  29  05   09   02  01  33  60
```